# Konstantin Schafranow
Konstantin Witaljewitsch Schafranow (russisch Константин Витальевич Шафранов; * 11. September 1968 in Ust-Kamenogorsk, Kasachische SSR) ist ein ehemaliger kasachischer Eishockeyspieler, der in seiner aktiven Zeit von 1985 bis 2010 unter anderem für die St. Louis Blues in der National Hockey League gespielt hat.
Seit 2013 arbeitet er als Trainer, zunächst bei den Fort Wayne Komets in der ECHL, in der Saison 2017/18 bei Amur Chabarowsk in der Kontinentalen Hockey-Liga, zwischen 2018 und 2020 bei Awtomobilist Jekaterinburg, anschließend beim HK Awangard Omsk und ab 2021 beim SKA Sankt Petersburg.

## Karriere
Konstantin Schafranow begann seine Karriere als Eishockeyspieler in seiner Heimatstadt bei Torpedo Ust-Kamenogorsk, für dessen Profimannschaft er von 1985 bis 1994 zunächst in der damals noch zweitklassigen Perwaja Liga, sowie nach dem Aufstieg 1989 in der höchsten sowjetischen Spielklasse aktiv war. Während der Saison 1993/94 kam er zudem auf vier Einsätze für die Detroit Falcons aus der Colonial Hockey League. In der Saison 1994/95 lief der Angreifer für den HK Metallurg Magnitogorsk auf. Nachdem er auch die folgende Spielzeit in Magnitogorsk begonnen hatte, beendete er sie bei den Fort Wayne Komets aus der International Hockey League, ehe er im NHL Entry Draft 1996 in der neunten Runde als insgesamt 229. Spieler von den St. Louis Blues ausgewählt wurde. In der Saison 1995/96 bestritt der kasachische Nationalspieler seine einzigen fünf Spiele in der National Hockey League für die St. Louis Blues, die restliche Zeit verbrachte er jedoch bei dessen Farmteam, den Worcester IceCats aus der American Hockey League.
Für die Saison 1997/98 kehrte Schafranow zu den Fort Wayne Komets aus der IHL zurück, ehe er in der folgenden Spielzeit mit seinem Ex-Club HK Metallurg Magnitogorsk zum ersten und einzigen Mal in seiner Laufbahn Russischer Meister wurde. Im selben Jahr gewann er mit seiner Mannschaft auf europäischer Ebene die European Hockey League. Nach dem Saisonende in der russischen Superliga bestritt der Flügelspieler noch zwei Partien für Fort Wayne in den IHL-Playoffs. Bei den Komets blieb er auch in der folgenden Spielzeit nach deren Wechsel in die United Hockey League. Parallel stand er in der Saison 1999/2000 für das AHL-Team der Providence Bruins auf dem Eis. 
Von 2000 bis 2003 stand Schafranow für je eine Spielzeit in der Wysschaja Liga, der zweiten russischen Spielklasse, beim HK Sibir Nowosibirsk, HK ZSKA Moskau und Chimik Woskressensk unter Vertrag, wobei er 2003 mit Chimik in die Superliga aufstieg. In dieser begann er auch die Saison 2003/04 mit seiner Mannschaft, ehe er von dessen Ligarivalen Torpedo Nischni Nowgorod verpflichtet wurde. Mit Nowgorod stieg er am Saisonende allerdings ab und verbrachte die folgende Spielzeit erneut in der Wysschaja Liga. Nachdem er die Saison 2005/06 bei Krylja Sowetow Moskau begonnen hatte, kehrte er kurz vor Saisonende zu Torpedo Nischni Nowgorod zurück, mit dem er 2007 als Zweitligameister den Wiederaufstieg in die Superliga erreichte. Anschließend wechselte der zweifache Olympiateilnehmer erneut zu den Fort Wayne Komets in die IHL. Dort beendete er 2010 seine Karriere.

### International
Für Kasachstan nahm Schafranow an den C-Weltmeisterschaften 1993 und 1994 sowie der B-Weltmeisterschaft 2001 teil. Des Weiteren stand er im Aufgebot Kasachstans bei den A-Weltmeisterschaften 1998, 2005, 2006 und 2010, sowie bei den Olympischen Winterspielen 1998 in Nagano und 2006 in Turin.

## Erfolge und Auszeichnungen
- 1989 Aufstieg in die höchste sowjetische Spielklasse mit Torpedo Ust-Kamenogorsk
- 1996 Garry F. Longman Memorial Trophy
- 1998 IHL Second All-Star Team
- 1999 Russischer Meister mit dem HK Metallurg Magnitogorsk
- 1999 European-Hockey-League-Gewinn mit dem HK Metallurg Magnitogorsk
- 2003 Aufstieg in die Superliga mit Chimik Woskressensk
- 2006 Meiste Scorerpunkte der Wysschaja Liga West
- 2006 Meiste Vorlagen der Wysschaja Liga West
- 2007 Meister der Wysschaja Liga und Aufstieg in die Superliga mit Torpedo Nischni Nowgorod